# Cuevas de Don Gaspar
La Zone archéologique de Las Cuevas de Don Gaspar est un important site archéologique situé dans le nord de l'île de Tenerife (îles Canaries, Espagne).
Il est situé dans la commune de Icod de los Vinos et se compose d'une série de sites guanches qui forment un complexe interdépendant. On sait que ces grottes ont été habitées par les autochtones Guanches.
Dans la « grotte de Don Gaspar » il y a trois niveaux d'occupation, dont le plus ancien a pu être daté du IIIe siècle, tandis que dans la « grotte de Las Palomas » il y a un seul niveau d'occupation encore plus ancien, daté du IIIe siècle av. J.-C..
Les grottes sont par ailleurs célèbres pour la découverte de débris végétaux sous forme de graines carbonisées de blé, d'orge et de haricots. Cette découverte permet de constater la pratique de l'agriculture sur l'île de Tenerife à l'époque des Guanches.